# Treungen Station
Treungen Station (Treungen stasjon) var en jernbanestation, der lå i byområdet Treungen i Nissedal kommune i Norge. Stationen blev åbnet 14. december 1913 som endestation for Treungenbanen. Oprindeligt hed den Tveitsund, men navnet blev ændret til Treungen 15. marts 1926. I 1946 blev banen ombygget fra smalspor til normalspor. Trafikken på den blev indstillet 1. oktober 1967, og i 1970 blev sporene taget op.
Stationsanlægget blev tegnet af Ivar Næss, der vandt en arkitektkonkurrence om strækningen fra Åmli til Treungen. Anlægget i Treungen blev det mest omfattende på den øvre del af banen. I sin tid omfattede det udover stationsbygningen også das, udhus med opvarmet rum, pakhus og læsserampe, remise med kulplads, drejeskive og vandtårn.
Efter afviklingen blev bygningerne solgt fra, og mange af dem eksisterer stadig. Stationsbygningen huser nu en pinsemenighed, og i vandtårnet er der kommet en stenbutik. Daset og remisen er også bevaret, mens drejeskivens grav er blevet fyldt med vand.